# Кубок Уельсу з футболу 2021—2022
Кубок Уельсу з футболу 2021–2022 — 134-й розіграш кубкового футбольного турніру в Уельсі. Титул здобув Нью-Сейнтс.

## Календар
| Раунд                        | Дата                       | Матчі | Клуби     |
| ---------------------------- | -------------------------- | ----- | --------- |
| Перший кваліфікаційний раунд | 9-10 липня 2021            | 87    | 243 → 156 |
| Другий кваліфікаційний раунд | 23-24 липня 2021           | 56    | 156 → 100 |
| Перший раунд                 | 13-14 серпня 2021          | 36    | 100 → 64  |
| 1/32 фіналу                  | 3-4 вересня 2021           | 32    | 64 → 32   |
| 1/16 фіналу                  | 25 вересня 2021            | 16    | 32 → 16   |
| 1/8 фіналу                   | 15-16 жовтня 2021          | 8     | 16 → 8    |
| 1/4 фіналу                   | 19 лютого 2022             | 4     | 8 → 4     |
| 1/2 фіналу                   | 18 березня-20 березня 2022 | 2     | 4 → 2     |
| Фінал                        | 1 травня 2022              | 1     | 2 → 1     |

## 1/16 фіналу
| Команда 1                     | Рахунок      | Команда 2             |
| ----------------------------- | ------------ | --------------------- |
| 24 вересня 2021               |              |                       |
| Карнарвон Таун                | 3:0          | Престатін Таун (2)    |
| Кембріан-енд-Клайдеч-Вейл (2) | 1:3          | Пенібонт              |
| Колвін-Бей (2)                | 5:1          | Ратін Таун (2)        |
| Конві Боро (2)                | 0:1          | Нью-Сейнтс            |
| Таффс Велл (2)                | 2:1          | Ллантвіт-Мейджор (2)  |
| 25 вересня 2021               |              |                       |
| Аберіствіт Таун               | 4:1          | Кевн Друїдс           |
| Ейрбас (2)                    | 1:2          | Гейверфордвест Каунті |
| Бала Таун                     | 5:0          | Понтипрідд Таун (2)   |
| Баклі Таун (2)                | 2:0          | Монмут Таун (3)       |
| Кардіфф МЮ                    | 3:0          | Баррі Таун            |
| Дінас Повис (3)               | 2:4          | Гвілсфілд (2)         |
| Ньютаун                       | 0:0 пен. 4:5 | Кармартен Таун (2)    |
| Пенрівцейбер Рейнджерс (3)    | 1:3          | Флінт Таун Юнайтед    |
| Солтні Таун (3)               | 0:0 пен. 4:2 | Пенринкоч (2)         |
| Свонсі Юніверсіті (2)         | 1:0          | Бангор Сіті (2)       |
| Трефелін (2)                  | 0:4          | Коннас-Кі Номадс      |

## 1/8 фіналу
| Команда 1             | Рахунок      | Команда 2        |
| --------------------- | ------------ | ---------------- |
| 15 жовтня 2021        |              |                  |
| Флінт Таун Юнайтед    | 0:2          | Коннас-Кі Номадс |
| 16 жовтня 2021        |              |                  |
| Пенібонт              | 0:0 пен. 3:1 | Карнарвон Таун   |
| Колвін-Бей (2)        | 1:0          | Кардіфф МЮ       |
| Кармартен Таун (2)    | 0:0 пен. 4:5 | Нью-Сейнтс       |
| Гейверфордвест Каунті | 1:3          | Бала Таун        |
| Баклі Таун (2)        | 0:2          | Таффс Велл (2)   |
| Солтні Таун (3)       | 0:0 пен. 4:5 | Аберіствіт Таун  |
| Свонсі Юніверсіті (2) | 1:2          | Гвілсфілд (2)    |

## 1/4 фіналу
| Команда 1        | Рахунок | Команда 2       |
| ---------------- | ------- | --------------- |
| 19 лютого 2022   |         |                 |
| Коннас-Кі Номадс | 0:2     | Колвін-Бей (2)  |
| Пенібонт         | 3:2     | Таффс Велл (2)  |
| Бала Таун        | 2:1     | Аберіствіт Таун |
| Нью-Сейнтс       | 2:0     | Гвілсфілд (2)   |

## 1/2 фіналу
| Команда 1       | Рахунок      | Команда 2      |
| --------------- | ------------ | -------------- |
| 18 березня 2022 |              |                |
| Пенібонт        | 0:0 пен. 5:3 | Бала Таун      |
| 20 березня 2022 |              |                |
| Нью-Сейнтс      | 1:0          | Колвін-Бей (2) |

## Фінал
| 1 травня 2022 18:00 (16:00 BST) |

| Пенібонт                           | 2:3      | Нью-Сейнтс                                   |
| ---------------------------------- | -------- | -------------------------------------------- |
| - Макдональд 85' - Джефферіс 90+1' | Протокол | - Дж. Вільямс 31', 32' - Макманус 59' (пен.) |

| Кардіфф Сіті Стедіум, Кардіфф Глядачів: 2 417 Арбітр: Роберт Дженкінс |